# Дикава
Дикава је насеље у Србији у општини Сурдулица у Пчињском округу. Према попису из 2022. било је 73 становника.

## Тип села
Дикава је село јако разбијеног типа. У њој су махале: Здравачка Падина, Присађе, Фикина, Карадаци, Ћосинци, Деда Цветановци и Падина. Ни у једној махали куће нису груписане. Дикава је 1960. године имала 124 куће.

### Старине
У северном делу Дикаве у махали Карадаци налази се место Црквиште. Мештани говоре да је тамо некада била црква. Виде се слаби остаци од зидова. На месту Калањевцу налазе се стари гробови. Виде се „побивени“ каменови. Код тих гробова поседује ливаду Миленко Петровић. Он је на једном надгробном камену видео урезан крст. Иначе, многи говоре да је то „турско гробље“.

## Постанак села
Данашња Дикава није много старо село. Његови становници су досељени. Преци данашњих родова долазили су са разних страна, највише са истока, Власине и околине Трна у Бугарској. Изгледа да су најпре дошли, у првој половини 19. века, преци родова Деда Аризановци и Деда Миланови. Потом су се населили остали родови.
До 1878. године Арбанаси из околних сурдуличких села Житорађе, Прекодолца, Алакинца „притежавали“ су земљу у атару Дикаве. До тада су Срби радили на њиховој земљи. Из Житорађе овде су имали земљу браћа Фејзула и Абдурахман.
Дикава је имала посебан заселак звани Горња Козница са 32 дома. Дели се на Горњу и Доњу Махалу. До 1900. године поменути заселак је био у саставу села Кознице. Горња Козница је 1878. године имала само пар српских кућа. То су били Гоље са две, Ђорђевићи исто 2 и једна кућа Николића. Плоднија земља у Горњој Козници до ослобођења 1878. године припадала је Арбанасима у Козници, раније Доње Кознице.
Сеоска слава је други дан Духова. По један сеоски крст постоји на местима Старо Пискавице, Падина и Присађе. Заселак Горња Козница слави Петровдан.

## Демографија
У насељу Дикава живи 126 пунолетних становника, а просечна старост становништва износи 50,3 година (49,9 код мушкараца и 50,7 код жена). У насељу има 52 домаћинства, а просечан број чланова по домаћинству је 2,73.
Ово насеље је у потпуности насељено Србима (према попису из 2002. године), а у последња три пописа, примећен је пад у броју становника.
|  |

| Демографија | Демографија | Демографија |
| Година      | Становника  | Становника  |
| ----------- | ----------- | ----------- |
| 1948.       | 474         |             |
| 1953.       | 483         |             |
| 1961.       | 487         |             |
| 1971.       | 397         |             |
| 1981.       | 386         |             |
| 1991.       | 214         | 213         |
| 2002.       | 142         | 144         |
| 2011.       | 67          |             |
| 2022.       | 73          |             |

| Етнички састав према попису из 2002.‍ | Етнички састав према попису из 2002.‍ | Етнички састав према попису из 2002.‍ | Етнички састав према попису из 2002.‍ | Етнички састав према попису из 2002.‍ |
| ------------------------------------ | ------------------------------------ | ------------------------------------ | ------------------------------------ | ------------------------------------ |
|                                      |                                      |                                      |                                      |                                      |
| Срби                                 | Срби                                 |                                      | 142                                  | 100,0%                               |

| Година пописа     | 1948. | 1953. | 1961. | 1971. | 1981. | 1991. | 2002. |
| ----------------- | ----- | ----- | ----- | ----- | ----- | ----- | ----- |
| Број домаћинстава | 72    | 73    | 87    | 95    | 83    | 62    | 52    |

| Број чланова      | 1  | 2  | 3 | 4 | 5 | 6 | 7 | 8 | 9 | 10 и више | Просек |
| ----------------- | -- | -- | - | - | - | - | - | - | - | --------- | ------ |
| Број домаћинстава | 11 | 23 | 4 | 5 | 3 | 5 | 0 | 1 | 0 | 0         | 2,73   |

| Пол    | Укупно | Неожењен/Неудата | Ожењен/Удата | Удовац/Удовица | Разведен/Разведена | Непознато |
| ------ | ------ | ---------------- | ------------ | -------------- | ------------------ | --------- |
| Мушки  | 62     | 11               | 42           | 9              | 0                  | 0         |
| Женски | 64     | 4                | 42           | 16             | 2                  | 0         |
| УКУПНО | 126    | 15               | 84           | 25             | 2                  | 0         |

| Пол    | Укупно                    | Пољопривреда, лов и шумарство | Рибарство                            | Вађење руде и камена | Прерађивачка индустрија       |
| ------ | ------------------------- | ----------------------------- | ------------------------------------ | -------------------- | ----------------------------- |
| Мушки  | 22                        | 9                             | 0                                    | 0                    | 2                             |
| Женски | 6                         | 3                             | 0                                    | 0                    | 0                             |
| УКУПНО | 28                        | 12                            | 0                                    | 0                    | 2                             |
| Пол    | Производња и снабдевање   | Грађевинарство                | Трговина                             | Хотели и ресторани   | Саобраћај, складиштење и везе |
| Мушки  | 1                         | 4                             | 2                                    | 0                    | 0                             |
| Женски | 0                         | 0                             | 2                                    | 0                    | 0                             |
| УКУПНО | 1                         | 4                             | 4                                    | 0                    | 0                             |
| Пол    | Финансијско посредовање   | Некретнине                    | Државна управа и одбрана             | Образовање           | Здравствени и социјални рад   |
| Мушки  | 0                         | 0                             | 2                                    | 0                    | 0                             |
| Женски | 0                         | 0                             | 0                                    | 1                    | 0                             |
| УКУПНО | 0                         | 0                             | 2                                    | 1                    | 0                             |
| Пол    | Остале услужне активности | Приватна домаћинства          | Екстериторијалне организације и тела | Непознато            | Непознато                     |
| Мушки  | 0                         | 0                             | 0                                    | 2                    | 2                             |
| Женски | 0                         | 0                             | 0                                    | 0                    | 0                             |
| УКУПНО | 0                         | 0                             | 0                                    | 2                    | 2                             |